# Ratler praski
Ratler praski (cz. Pražský krysařík) – rasa psa wyhodowana w Czechach, użytkowana jako pies towarzyszący. Jest najmniejszą rasą psa domowego. Ratler praski należy do grupy IX FCI i jest hodowany według standardu Česko Moravská Kynologická Unie w Czechach. Standard rasy został opublikowany 12 października 1980 roku, a 15 listopada 2008 ostatni raz zmodyfikowany.

## Rys historyczny
Ratler praski jest typem pinczera wyhodowanym w Królestwie Czech. Pierwotnie były prestiżowymi psami na królewskich dworach i rezydencjach, później również używano ich do łapania gryzoni. Stąd pochodzi nazwa "Ratler" (niem. Ratte – szczur). Rasa poszła w niepamięć, ale z ostatnimi osobnikami od roku 1980 na nowo została odbudowana. 2 lipca 2010 w czeskiej gminie Řásná założono International Association of Pražský Krysařík (IAPK). 9. września 2010 członkowie IAPK przekazali czeskiej organizacji naczelnej ČMKU dokumenty do uznania rasy przez FCI.

## Wygląd

### Budowa
Pies rasy miniaturowej, proporcjonalnie zbudowany. Zarys sylwetki powinien zamykać się w kwadracie. Uszy wysoko osadzone, trójkątne, stojące nie pionowo, ale pod lekkim kątem, formującym literę V. Uszy załamane są tolerowane, lecz niepożądane. Wysokość oscyluje pomiędzy 20cm i 23cm, przy optymalnej wadze wynoszącej 2,6 kg.

### Włos
Włos krótki i gęsty lub półdługi, z opiórowaniem na uszach, nogach oraz ogonie.

### Umaszczenie
Umaszczenie czarne lub czekoladowe z rudymi znaczeniami (podpalaniami) na policzkach, wargach, żuchwie, podgardlu, nad oczami, na dolnej połowie, kończynach przednich, w okolicach odbytu. Białe znaczenia są niepożądane i prowadzą do wykluczenia z hodowli.

## Zachowanie i charakter
Pies zrównoważony, lecz o żywym temperamencie. Potrzebuje dużo ruchu i uwagi. Potrafi być skupiony na zadaniu, ale również lubi zabawę.

## Użytkowość
Ta rasa nadaje się jako pies do towarzystwa.

## Klasyfikacja
W klasyfikacji FCI rasa ta została zaliczona do grupy IX i do sekcji IX.